# Xocomecatlite
La xocomecatlite è un minerale.